# Роберто Савіано
Робе́рто Савіано (також Сав'яно; італ. Roberto Saviano, МФА: [roˈbɛrto saˈvjaːno]; нар. 22 вересня 1979, Неаполь) — італійський письменник та журналіст.
Як журналіст, співпрацює з «L'espresso», «La Repubblica» та іншими журналами і газетами. Тема багатьох його робіт — феномен організованої злочинності.
2006 року Савіано опублікував книгу «Ґоморра» (Gomorra), яку переклали 52 мовами і завдяки якій автор здобув всесвітню популярність. За цим твором 2008 року режисер Маттео Гарроне зняв однойменний фільм, який було номіновано на Оскар 2008, та телесеріал.